# Берзин, Александр Александрович
Александр Александрович Берзин (род. 1946) — советский и российский военный моряк-подводник и военачальник, 1-й заместитель командующего флотилией подводных лодок Северного флота, Герой Российской Федерации (4.01.1995). Контр-адмирал (6.05.1989), кандидат военных наук (1997), доцент (1999).

## Биография
Родился 18 марта 1946 года в городе Москве. Русский. Окончил неполную среднюю школу. В 1965 году окончил Ленинградское нахимовское военно-морское училище.
В Военно-Морском Флоте с 1965 года. В 1970 году с отличием окончил Высшее военно-морское училище имени М. В. Фрунзе. После окончания училища Берзин был направлен на Северный флот. С сентябрь 1970 года по октябрь 1975 года проходил службу на атомной подводной лодке К-418: командиром электронавигационной группы, затем командиром БЧ-1, и помощником командира подводной лодки.
В 1976 году Берзин окончил Высшие специальные офицерские классы ВМФ. После этого служил старшим помощником командира подводной лодки К-487 (июль 1976 — январь 1980), командиром подводных лодок К-216 (январь 1980 — сентябрь 1981) и К-424 (сентябрь 1981 — сентябрь 1983).
В 1982 году для перевода атомного подводного крейсера К-211 северным путём к месту постоянного базирования на Камчатку был назначен экипаж однотипного корабля под командованием А. А. Берзина. Осенью 1982 года атомоход совершил уникальное для данного проекта длительное подлёдное плавание по периметру Северного Ледовитого океана, форсировав на выходе из Арктики мелководное Чукотское море. На лодках был полный боекомплект ракет. В американском, канадском и гренландском секторах океана лёд был толщиной 3-5 метров. Лодка несколько раз совершала всплытие, проламывая его.
С 1983 — по 1985 годы А. А. Берзин учился в Военно-морской академии имени Н. Г. Кузнецова. По окончании академии он занимал руководящие должности в соединениях и объединениях атомных подводных лодок: командир 31-й дивизии подводных лодок (18 ноября 1987 — 13 июля 1990) и 1-й заместитель командующего флотилией (7.1990 — 11.1994). 6 мая 1989 года А. А. Берзину присвоено воинское звание контр-адмирал.
В 1987 году А. А. Берзин, будучи старшим на борту ракетного подводного крейсера (командир — капитан 1-го ранга А. И. Сугаков), участвовал в арктическом походе со всплытием в районе Северного полюса и с выполнением ракетной стрельбы из приполюсного района.
Он дважды руководил переходами ракетных подводных крейсеров с Северного на Тихоокеанский флот подо льдами Арктики (1988 — К-441, 1990 — К-449). В сложных ледовых и навигационных условиях Чукотского моря была обеспечена высокая боевая готовность кораблей, скрытность и безаварийность переходов.
На страницах флотской и военной прессы Берзина называют «арктическим адмиралом»: только в Арктике он выполнил 7 боевых служб, безаварийно произвёл более 50 всплытий в полыньях и с проламыванием льда. В общей сложности он находился на подводных лодках подо льдами 272 суток.
С 15 июля по 12 августа 1994 года А. А. Берзин возглавил поход группы атомных подводных лодок к Северному полюсу, посвящённый 300-летию флота России. На Северном полюсе были водружены Андреевский и Государственный флаги России.
Указом Президента Российской Федерации от 4 января 1995 года «за мужество и героизм, проявленные при выполнении специального задания в условиях, сопряжённых с риском для жизни», контр-адмиралу Берзину Александру Александровичу присвоено звание Героя Российской Федерации.
С ноября 1994 года по ноябрь 2001 года А. А. Берзин был начальником кафедры оперативного искусства военно-морского флота Военно-морской академии имени Н. Г. Кузнецова. В 1995 году окончил Высшие академические курсы усовершенствования руководящего состава при Военной академии Генштаба. Кандидат военных наук (1997). Доцент (1999). Является автором многих научно-методических и научно-исследовательских трудов и оперативных разработок.
С ноября 2001 года А. А. Берзин в запасе. В настоящее время — работает в Центральном научно-исследовательском институте технологии судостроения; президент, а впоследствии — Почётный президент Санкт-Петербургского клуба моряков-подводников ВМФ. Проживает в Санкт-Петербурге.

## Награды
- Герой Российской Федерации (4 января 1995)
- орден Красной Звезды (1989)
- ордена «За службу Родине в Вооружённых Силах СССР» 2-й (1991) и 3-1 (1982) степеней
- медали
- Почётный полярник (1997)

## Оценки и мнения
Контр-адмирал А. А. Берзин:

Даже одна-единственная атомная подлодка — это могучее оружие в руках государства, серьезнейший фактор ядерного сдерживания. Благодаря своему подводному флоту Россия все ещё остается великой морской державой.

## Документальные фильмы
- «Офицеры». Александр Берзин. Фильм 1, фильм 2. (Россия, 1997, режиссёр — Ежков Д. Г.)